# センテオトル

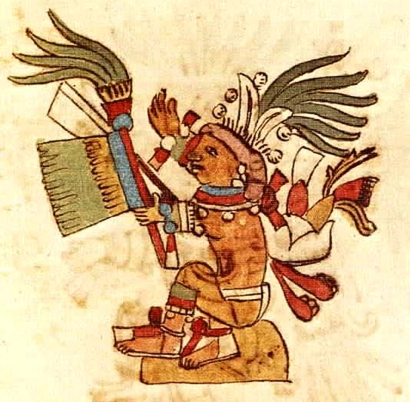
センテオトル

センテオトル（Centeotl）、あるいはシンテオトル（Cinteotl）は、アステカ神話に伝わるトウモロコシの神。古代アステカ人にとってトウモロコシは主食であったため、センテオトルは広大な地域で崇拝されていた。
トラロックの庇護下にある神で、頭にトウモロコシの穂を模した派手な冠を被った、若々しい生気に溢れた若者の姿で表される。
シンテオトルはショチピリおよびマクイルショチトルと密接な関係があった。植民地時代初期の『メシカの歴史』(Histoyre du Mechique)によれば、シンテオトルはショチピリの位相のひとつであるピルツィンテクトリとショチケツァルから生まれた。シンテオトルを埋めた地からは、トウモロコシ・チア・ワタなどの重要な植物が生えた。また、女性のトウモロコシの神としてはチコメコアトルがあった。